# 18556 Battiato
18556 Battiato este un asteroid din centura principală de asteroizi.

## Descriere
18556 Battiato este un asteroid din centura principală de asteroizi. A fost descoperit pe 7 februarie 1997 la Sormano de Piero Sicoli și Francesco Manca. Asteroidul prezintă o orbită caracterizată de o semiaxă mare de 3,06 ua, o excentricitate de 0,02 și o înclinație de 10,1° în raport cu ecliptica.